# Lò đào tạo quái vật
Lò đào tạo quái vật (tên gốc tiếng Anh: Monsters University, còn có tên gọi khác là Đại học quái vật) là phim điện ảnh hoạt hình máy tính 3D của Mỹ năm 2013 do hãng Pixar Animation Studios sản xuất và Walt Disney Pictures phát hành. Đây là phim thứ 14 của Pixar và là tiền truyện của Monsters, Inc. (2001), đánh dấu lần đầu tiên Pixar thực hiện một bộ phim tiền truyện. Phim do Dan Scanlon làm đạo diễn và Kori Rae chịu trách nhiệm sản xuất.
Được phát hành chính thức vào năm 2013 nhưng kế hoạch xây dựng phần 2 cho Monsters, Inc. đã được Disney thực hiện từ năm 2005. Là chủ sở hữu bản quyền, sau khi không đạt được thỏa thuận với Pixar, Disney đã giao nhiệm vụ này cho bộ phận Circle 7 Animation, một đơn vị sản xuất của hãng này chuyên về CGI. Ngày 5 tháng 5 năm 2006, Disney đã mua lại Pixar, biến công ty này thành một bộ phận trực thuộc của mình. Vì vậy, dự án phim của Circle 7 Animation bị hủy bỏ và không lâu sau đó đơn vị này đã bị đóng cửa. Năm 2011, bên sản xuất chính thức xác nhận phần 2 của Monsters, Inc. và cho biết đây sẽ là một tiền truyện thay vì phần tiếp nối như họ đã công bố vào năm 2010.
Monsters University kể câu chuyện về hai nhân vật chính Mike và Sulley khi họ học chung đại học với nhau. Ban đầu họ là địch thủ của nhau, nhưng dần dần hai quái vật đã trở thành những người bạn thân thiết. Billy Crystal, John Goodman, Steve Buscemi, Bob Peterson, và John Ratzenberger tiếp tục tham gia lồng tiếng cho các nhân vật tương ứng của mình là Mike Wazowski, James P. Sullivan, Randall Boggs, Roz, và Người Tuyết. Trong khi đó, Bonnie Hunt, người đóng vai Ms. Flint ở phần một, lồng tiếng cho Ms. Karen Graves, giáo viên tiểu học của Mike. Âm nhạc trong phim do Randy Newman biên soạn, ghi nhận lần thứ 7 ông hợp tác với Pixar.
Monsters University ra mắt chính thức vào ngày 5 tháng 6 năm 2013 tại rạp BFI Southbank, London, Vương quốc Liên hiệp Anh và Bắc Ireland. Tại Hoa Kỳ, phim được phát hành vào ngày 21 tháng 6 năm 2013, đi kèm với một tập phim ngắn chiếu rạp có tên The Blue Umbrella, đạo diễn bởi Saschka Unseld. Phim nhận về nhiều ý kiến phản hồi tích cực từ giới chuyên gia cũng như nhanh chóng thu về lợi nhuận cao cho nhà sản xuất với tổng số tiền vé là 743.559.607 USD so với chi phí ban đầu là 200 triệu USD.

## Nội dung
Câu chuyện khởi đầu bằng một chuyến tham quan đến Công ty Quái vật (Monsters, Inc.) của cậu nhóc quái vật Mike Wazowski, người luôn bị bạn bè xa lánh. Tại đây, cậu được tận mắt chứng kiến công việc hằng ngày mà các dọa sư (Scarer) đang thực hiện để mang lại nguồn năng lượng cho toàn bộ thế giới quái vật. Hằng đêm, họ sẽ thâm nhập vào thế giới loài người, sử dụng những kĩ năng hù dọa để dọa những đứa trẻ khiến chúng hoảng sợ và thét lên. Tiếng thét đó chính là năng lượng của thế giới quái vật. Nó sẽ được tích trữ trong các bình thét và đưa vào sử dụng. Mike vì quá tò mò đã theo chân dọa sư "Nỗi khiếp sợ" Frank McCay đi vào thế giới loài người. Cậu nhóc nấp vào một góc tường, chăm chú ngắm nhìn những kĩ năng tuyệt vời của một dọa sư, từ việc ẩn nấp tránh bố mẹ của đứa bé, cho tới việc tạo ra những âm thanh ghê rợn, và trên hết là kĩ năng hù dọa làm cho đứa bé phải thét lên. Quá ấn tượng với điều đó, Mike đặt quyết tâm trở thành một dọa sư.
Mười một năm sau, Mike đã trưởng thành. Cậu trúng tuyển vào Đại học Quái vật và đăng ký tham gia Chương trình đào tạo dọa sư chuyên nghiệp. Tại trường, cậu gặp gỡ một quái vật to lớn đầy lông lá, James P. "Sulley" Sullivan, người đến từ một gia đình dọa sư danh giá, song lại vô cùng lười biếng và ỷ lại vào khả năng hù dọa bẩm sinh của mình. Trong quá trình học, cả hai quái vật cố gắng tham gia vào hội nam sinh nổi tiếng nhất trường, Roar Omega Roar, nhưng chỉ có Sulley thành công sau khi đã phỗng tay trên của Mike. Mike vô cùng bực tức và quyết tâm phải vượt mặt Sulley. Cậu dành thời gian học hành chăm chỉ lý thuyết, luyện tập biểu lộ các trạng thái khuôn mặt,... và dần dần đã vượt qua được Sulley lười nhác. Nhưng chỉ có một điều duy nhất Mike không có được, dù luyện tập chăm chỉ đến mấy, đó là cậu không hề đáng sợ, điều mà Sulley có thừa nhưng chưa biết cách phát huy. Kết quả là vào bài kiểm tra cuối kì, chủ nhiệm chương trình đào tạo, Dean Abigail Hardscrabble đã quyết định đánh trượt họ khỏi chương trình đào tạo dọa sư, đồng thời khiến Sulley bị loại khỏi nhóm Roar Omega Roar. Cả hai bị chuyển tới khóa thiết kế bình thét.
Mike vô cùng thất vọng. Cậu về phòng với tinh thần buồn bực. Đúng lúc đó, cậu vô tình tìm lại được mẫu quảng cáo của Hội thi hù dọa (Scare Games) do hội sinh viên Hy Lạp (Greek organizations) tổ chức mà cậu được phát vào đầu năm học, với tiêu đề: "CHỨNG MINH BẠN LÀ NGƯỜI GIỎI NHẤT". Thấy đây là cơ hội hoàn hảo để quay trở lại Chương trình đào tạo dọa sư, Mike đã quyết định tham gia vào hội nam sinh Oozma Kappa, hội duy nhất cậu có thể tham gia, để thi đấu. Cậu đã đánh cược với cô Dean để giành lấy cơ hội duy nhất ấy. Tuy nhiên muốn tham gia cuộc thi, hội phải có ít nhất 6 thành viên, trong khi Oozma Kappa chỉ có bốn người bởi anh em nhà Perry chỉ được tính là 1 người. Mike cố gắng tìm vị trí còn thiếu trong đội nhưng dường như không ai muốn tham gia vào một đội được đánh giá yếu như thế cả. Bất ngờ Sulley đứng lên tình nguyện tham gia, vì cậu cũng nhận ra cơ hội mình có thể giành được giống Mike. Mike miễn cưỡng phải nhận Sulley. Và thế là cả đội đã bước vào cuộc thi.
Trong thử thách đầu tiên, tránh nhím biển phát quang, đội của Mike về chót vì họ không có sự đoàn kết, đồng nghĩa với việc Mike sẽ bị đuổi hẳn khỏi trường Đại học Quái vật. Nhưng kì diệu thay, đội Jaws Theta Chi đã gian lận do sử dụng keo bảo vệ trái phép và đội của Mike đã may mắn vượt qua vòng 1. Đến vòng 2, tránh bị phát hiện bởi bà quản thư già, Oozma Kappa cũng đã vượt qua nhờ bài huấn luyện của Mike trước đó (trừ Sulley ra). Nhờ thành tích đó, cả đội được mời đến buổi tiệc của Roar Omega Roar. Nhưng vui vẻ chưa được bao lâu họ đã bị những đối thủ khác làm cho bẽ mặt. Tinh thần cả đội dường như đi xuống.
Để sốc lại tinh thần cho Oozma Kappa, Mike đã dẫn cả nhóm đột nhập vào Công ty Quái vật để họ có dịp tận mắt chứng kiến những điều mà các dọa sư đang làm. Mike nhấn mạnh những dọa sư ấy chủ yếu dựa vào những đặc điểm kì dị của họ để khiến những đứa bé hoảng sợ. Điều đó đã khích lệ tất cả thành viên. Sulley và Mike cũng nhận ra rằng họ đã cư xử thật tệ với nhau, và điều đó suýt nữa đã khiến cả đội thua cuộc. Bất ngờ, cả đội bị bảo vệ phát hiện. Họ nhanh chân bỏ chạy và thoát được trong gang tấc.
Kể từ hôm đó, một tinh thần mới đã đến với Oozma Kappa. Họ may đồng phục mới, dành hàng giờ luyện tập những kĩ năng cho cuộc thi. Nhờ vậy, đội đã vượt qua 2 vòng tiếp theo dưới sự khâm phục và ngưỡng mộ của sinh viên trong trường. Họ đã lọt vào chung kết và sẽ đọ sức với Roar Omega Roar.
Mặc dù đã tới được vòng cuối nhưng Sulley vẫn rất lo lắng bởi cậu biết rằng Mike hoàn toàn không đáng sợ một chút nào. Đêm hôm đó, Sulley lên tinh thần cho Mike, trong khi trong lòng cậu đã có những tính toán riêng (thiết lập công tắc dưới giường khi tới lượt của Mike là lượt cuối cùng về 0 để gian lận) trước ngày thi. Tới ngày diễn ra cuộc thi, Oozma Kappa đã giành chiến thắng trước Roar Omega Roar. Nhưng sau khi được trao cúp, Mike lại khám phá ra rằng chiến thắng của mình đạt được là nhờ vào sự gian lận của Sulley. Quá thất vọng, Mike bỏ lại Sulley một mình, đi thẳng tới phòng nghiên cứu cửa (dẫn tới thế giới loài người) của trường. Cậu muốn chứng tỏ rằng mình là một quái vật đáng sợ. Nhưng không may, Mike lại bước vào một trại hè toàn trẻ con, và dù nỗ lực thế nào, cậu cũng không thể hù dọa bất kì đứa trẻ nào. Trong khi đó, Sulley buồn bã mang chiếc cúp đi thú tội với cô Dean. Khi nghe tin có người đột nhập phòng nghiên cứu của trường, nhận thấy điều gì đang xảy ra, Sulley lập tức chạy đến phòng nghiên cứu. Nhờ những thành viên trong nhóm giúp đỡ, cậu đã vượt qua vòng bảo vệ và bước chân vào thế giới loài người. Cậu ra khỏi trại và không lâu sau đó đã tìm thấy Mike đang ngồi buồn bã ở ven hồ. Sau khi giảng hòa với nhau, họ cố gắng tìm đường về nhưng đã bị kẹt lại bởi ở bên kia cánh cửa cô Dean đã yêu cầu khóa lại chờ tới khi nhà chức trách đến. Tình thế càng nguy cấp khi cảnh sát truy đuổi đang về trại. Mike nhận ra rằng con đường duy nhất để quay trở lại thế giới quái vật là thu thập đủ năng lượng để mở cửa từ thế giới loài người. Thế là Mike phối hợp với Sulley hù dọa cảnh sát, làm tất cả các bình thét đầy và làm cửa phát nổ, điều mà từ trước đến nay chưa ai làm được. Họ trở về thế giới quái vật thành công trước sự kinh ngạc của cô Dean. Sau đó, họ ngay lập tức bị các nhân viên Cơ quan Phát hiện Trẻ em (CDA) dẫn đi.
Những hành động trên khiến cả hai bị đuổi khỏi trường Đại học Quái vật. Các thành viên còn lại của Oozma Kappa được cô Dean đồng ý cho theo học khóa học đào tạo dọa sư vào học kì tới nhờ màn trình diễn ấn tượng của họ trong Hội thi hù dọa. Mike và Sulley chia tay nhau, nhưng ngay lập tức Sulley đã đuổi theo chiếc xe bus của Mike để động viên cậu. Sulley nhấn mạnh rằng Mike chính là người đem lại thành công cho cả đội. Đúng lúc ấy, cô Dean xuất hiện, nói rằng hai quái vật là những người đầu tiên khiến cô ngạc nhiên và chúc họ may mắn. Bộ đôi sau đó cùng nhau vào làm trong phòng văn thư của Công ty Quái vật, dưới quyền quản lý của Người Tuyết. Làm việc chăm chỉ và trải qua nhiều chức vụ, cuối cùng cặp đôi ấy đã trở thành những dọa sư sáng giá nhất của Công ty, đồng thời cũng đặt ra các sự kiện tiếp theo cho Monsters, Inc.

## Diễn viên lồng tiếng
- Billy Crystal — Michael "Mike" Wazowski
  - Noah Johnston — Mike lúc nhỏ[8]
- John Goodman — James P. "Sulley" Sullivan
- Steve Buscemi — Randall "Randy" Boggs[14]
- Helen Mirren — Dean Abigail Hardscrabble, Chủ nhiệm của Chương trình đào tạo dọa sư tại Đại học Quái vật[15]
- Joel Murray — Don Carlton, một quái vật trung niên quay trở lại Đại học và là người thành lập nên hội Oozma Kappa[14][16]
- Peter Sohn — Scott "Squishy" Squibbles, thành viên của hội nam sinh Oozma Kappa[14][17]
- Sean Hayes — Terri Perry, thành viên của hội nam sinh Oozma Kappa, sống chung với người em song sinh của mình trên cùng một cơ thể.[17][18]
- Dave Foley — Terry Perry, thành viên của hội nam sinh Oozma Kappa, sống chung với người anh song sinh của mình trên cùng một cơ thể.[14][17][18]
- Charlie Day — Art, thành viên của hội nam sinh Oozma Kappa[17]
- Julia Sweeney — Sherri Squibbles, mẹ của Scott[14][19]
- Alfred Molina — Giáo sư Derek Knight, giáo viên của Chương trình đào tạo dọa sư tại Đại học Quái vật 101[20]
- Aubrey Plaza — Claire Wheeler, Chủ tịch hội sinh viên(Greek Council)[19]
- Tyler Labine — Brock Pearson, Phó chủ tịch hội sinh viên (Greek Council)[19]
- Nathan Fillion — Johnny J. Worthington III, chủ tịch hội nam sinh Roar Omega Roar[19]
- Bobby Moynihan — Chet Alexander, thành viên hội nam sinh Roar Omega Roar[19]
- Bonnie Hunt — Karen Graves, giáo viên Tiểu học của Mike[19]
- John Krasinski — "Nỗi khiếp sợ"' Frank McCay[19]
- Bill Hader — Trọng tài Slug[21]
- Beth Behrs — Carrie Williams, chủ tịch hội nữ sinh Python Nu Kappa[19]
- Bob Peterson — Roz[21]
- John Ratzenberger — Người Tuyết, nhân viên phòng văn thư của Công ty Quái vật[19][22]

## Quá trình sản xuất

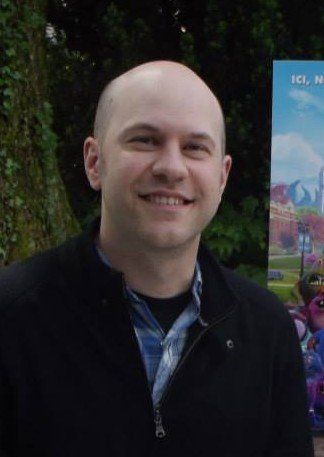
Đạo diễn Dan Scanlon tại Liên hoan phim hoạt hình quốc tế Annecy, Pháp. Ảnh năm 2013

Kế hoạch sản xuất phần 2 cho Monsters, Inc. thực ra đã tồn tại từ năm 2005. Sau những bất đồng giữa Michael Eisner, giám đốc điều hành của Disney và Steve Jobs, giám đốc điều hành của Pixar, hãng Disney, bên giữ toàn bộ bản quyền sản xuất các phim kế tiếp của Pixar kể từ sau Cars, đã công bố rằng phần tiếp theo của Monsters, Inc. cũng như Toy Story 3 sẽ do bộ phận Circle 7 Animation của hãng này đảm nhiệm. Hai nhà biên kịch Rob Muir và Bob Hilgenberg đã được thuê để viết kịch bản cho phim và phác thảo những nét vẽ ban đầu. Với tiêu đề Monsters, Inc. 2: Lost in Scaradise, bộ phim sẽ tập trung vào cuộc viếng thăm của Mike và Sulley đến thế giới loài người nhân ngày sinh nhật của bé Boo. Không may, Boo đã chuyển đi từ trước đó và hai quái vật liền bị kẹt lại ở đây. Bất đồng đã nổ ra khi họ không thể thống nhất những việc cần làm tiếp theo. Mike và Sulley chia tay nhau, mỗi người đi về một ngả...
Cuối năm 2005, việc Robert Iger lên nắm quyền điều hành hãng Disney đã mở ra các cuộc đàm phán mới với Pixar. Thành quả là đầu năm 2006, Disney công bố rằng hãng phim hàng đầu thế giới này đã hoàn tất thương vụ mua lại Pixar với giá 7,4 tỷ USD hoàn toàn bằng cổ phiếu. Bản quyền phim ngay lập tức được Disney chuyển giao cho Pixar, dẫn tới việc họ phải hủy bỏ dự án của Muir và Hilgenberg. Sau đó, ngày 26 tháng 5 năm 2006, bộ phận Circle 7 đã chính thức bị đóng cửa.
Phần tiếp theo do Pixar xây dựng đã được xác nhận vào năm 2010. Ban đầu theo như kế hoạch, bộ phim tiếp nối này sẽ được phát hành vào ngày 16 tháng 11 năm 2012. Tuy nhiên, để tránh phải cạnh tranh với The Twilight Saga: Breaking Dawn – Part 2, lịch phát hành của phim đã được rời lên sớm hơn 2 tuần. Tuy vậy, đến ngày 29 tháng 3 năm 2011, nhà sản xuất xác nhận lại rằng bộ phim sẽ là một tiền truyện của Monsters, Inc. với nhan đề mới là Monsters University. Ngày 5 tháng 4 năm 2011, lịch phát hành của phim chính thức được thông báo, ngày 21 tháng 6 năm 2013. Monsters University trở thành bộ phim hoạt hình thứ 14 do Pixar sản xuất.
Monsters Univewrsity do Dan Scanlon làm đạo diễn và Kori Rae chịu trách nhiệm sản xuất. Các diễn viên tham gia từ phần 1 là Billy Crystal, John Goodman, Steve Buscemi, Bob Peterson và John Ratzenberger tiếp tục lồng tiếng cho các nhân vật tương ứng của họ, trong khi Bonnie Hunt đảm nhiệm một nhân vật mới, giáo viên tiểu học của Mike. Các diễn viên lồng tiếng mới gồm có Dave Foley, Sean Hayes, Julia Sweeney, Helen Mirren, Alfred Molina, Peter Sohn, Charlie Day, Joel Murray, Nathan Fillion, Aubrey Plaza, Tyler Labine, John Kransinski, Bill Hader, Bobby Moynihan và Beth Behrs. Khi được hỏi về sự trở lại với vai diễn Mike Wazowski, Billy Crystal chia sẻ: "Tôi hơi bị khàn giọng một chút. Hôm nay tôi đã phải dành ra 5 tiếng rưỡi để hoàn thành phiên thứ tư của Monsters, Inc. 2."
Cốt truyện của Monsters University kể về cuộc gặp gỡ đầu tiên của đôi bạn thân Mike và Sulley, nhưng nó lại tạo ra mâu thuẫn với nội dung của phần 1 bởi có lần Mike từng nói với Sulley rằng anh ấy đã vô cùng ghen tị với ngoại hình của Sulley kể từ năm lớp 4. Đạo diễn Dan Scanlon thừa nhận anh đã rơi vào tình huống tiến thoái lưỡng nan khi xây dựng câu chuyện theo ý tưởng này. Song, anh tin tưởng rằng đó sẽ là điều tốt nhất nếu để Mike và Sulley gặp nhau ở Đại học, bởi "Chúng tôi muốn thấy mối quan hệ của họ phát triển như thế nào khi họ trưởng thành. Và chúng tôi cũng cảm thấy Đại học chính là nơi mà bạn có thể tự khám phá bản thân và tìm hiểu xem mình là ai." Anh nhấn mạnh: "Có cảm tưởng như đó là nơi tuyệt vời nhất để làm điều đó, nhưng trên thực tế chúng tôi đã có nội dung [mâu thuẫn] đó từ phần một, vì vậy chúng tôi đã thử nghiệm rất nhiều phiên bản khác nhau nơi Mike và Sulley gặp nhau khi họ còn trẻ rồi bỏ qua để tiến tới Đại học. Chúng tôi biết rằng mình không muốn thực hiện ý tưởng Trường tiểu học Quái vật." Anh chia sẻ: "Pete Docter, đạo diễn của Monsters, Inc., và John Lasseter cuối cùng đã nói với tôi rằng: "Thật tuyệt vời khi anh muốn tôn vinh điều đó, nhưng anh vẫn phải làm những việc đúng đắn với câu chuyện." Cuối cùng, chúng tôi đã đưa ra một quyết định vô cùng khó khăn là cứ để họ gặp gỡ ở Đại học và bỏ câu chuyện cũ qua một bên." Sau đó Scanlon liên tục thay đổi các sự kiện từ phần một chẳng hạn như "cách thể hiện của một con quái vật già" và rằng: "Đó là thứ mà những con quái vật luôn nói với nhau."
Monsters University là phim đầu tiên của Pixar sử dụng công nghệ chiếu sáng toàn cục (Global illumination). Trước khi có công nghệ mới này, các họa sĩ phải tự xây dựng những hiệu ứng phản xạ và hình bóng bằng tay. Điều này sẽ càng trở nên phức tạp hơn khi các mẫu vật và cơ cấu đòi hỏi nhiều yêu cầu kĩ thuật tiên tiến. Nhờ sử dụng phương pháp dò tia sáng (ray tracing), công nghệ hiện đại này cho phép mô phỏng chuyển động của ánh sáng thực và hoàn toàn tự động, mang đến nhiều hiệu quả chân thực hơn, tạo ra hình bóng mềm mại và cho phép các họa sĩ dành nhiều thời gian vào việc nghiên cứu những mô hình và các cảnh quay phức tạp mà nhiều trong số đó có thể ngốn hàng ngàn nguồn sáng.
Trong quá trình nghiên cứu, đoàn làm phim đã cử người đến thăm một số trường Đại Học khác nhau của Mỹ, gồm có Đại học Harvard, Đại học Stanford, Đại học bang Alabama... Họ dành thời gian quan sát các công trình kiến trúc trong khuôn viên trường, cuộc sống của sinh viên, những ngành học và phương pháp giảng dạy của các giáo sư. Đặc biệt, để nghiên cứu về hội sinh viên, trung tâm của bộ phim, các nhà sản xuất đã tá túc nhiều tuần trong những ngôi nhà chung của sinh viên.

## Âm nhạc
Âm nhạc của Monsters University do Randy Newman biên soạn, đánh dấu lần thứ 7 ông hợp tác với Pixar (lần gần đây nhất là Toy Story 3). Album nhạc phim được Walt Disney Records phát hành vào ngày 18 tháng 6 năm 2013.
Trong album này, các bản nhạc "Main Title", "Rise and Shine" và "The Scare Games", thể hiện bởi đội "Blue Devils Drum and Bugle Corps", nổi bật lên qua những âm thanh rộn ràng của trống và kèn. Các bản thu riêng cho bộ gõ do Scott Johnson, người đứng đầu "Blue Devils", sáng tác và được hoàn thành tại trang trại Skywalker, California, Hoa Kỳ. Bản "Island", trình bày bởi nhóm Mastodon và "Gospel", trình bày bởi nhóm MarchFourth Marching Band xuất hiện trong phim nhưng không có mặt trong album. Tương tự như trên là bản "Party Hard" của Andrew W.K. và "Kickstart My Heart" của Mötley Crüe (xuất hiện trong trailer của phim).
Danh sách ca khúc
Tất cả nhạc phẩm được soạn bởi Randy Newman, trừ những bài được ghi chú.
| STT              | Nhan đề                                                        | Thời lượng |
| ---------------- | -------------------------------------------------------------- | ---------- |
| 1.               | "Main Title"                                                   | 0:52       |
| 2.               | "Young Michael"                                                | 3:58       |
| 3.               | "First Day at MU"                                              | 4:32       |
| 4.               | "Dean Hardscrabble"                                            | 3:19       |
| 5.               | "Sulley"                                                       | 0:48       |
| 6.               | "Scare Pig"                                                    | 2:00       |
| 7.               | "Wasted Potential"                                             | 1:16       |
| 8.               | "Oozma Kappa"                                                  | 3:16       |
| 9.               | "Stinging Glow Urchin"                                         | 2:34       |
| 10.              | "Field Trip"                                                   | 3:57       |
| 11.              | "Rise and Shine"                                               | 3:00       |
| 12.              | "The Library"                                                  | 3:44       |
| 13.              | "Roar" (sáng tác và trình bày bởi Axwell & Sebastian Ingrosso) | 2:55       |
| 14.              | "The Scare Games"                                              | 6:00       |
| 15.              | "Did You Do This?"                                             | 2:00       |
| 16.              | "Human World"                                                  | 2:07       |
| 17.              | "The Big Scare"                                                | 3:02       |
| 18.              | "Goodbyes"                                                     | 3:11       |
| 19.              | "Mike and Sulley"                                              | 1:12       |
| 20.              | "Monsters University"                                          | 1:34       |
| Tổng thời lượng: | Tổng thời lượng:                                               | 55:15      |

## Marketing
Bốn bản trailer khác nhau của Monsters University đã được nhà sản xuất lần lượt phát hành. Bản thứ nhất ra mắt vào ngày 20 tháng 6 năm 2012, bản thứ hai vào ngày 11 tháng 2 năm 2013, bản thứ 3 vào ngày 11 tháng 2 năm 2013 và bản thứ tư vào ngày 30 tháng 5 năm 2013. Song song với đó, Disney/Pixar cũng đã cho phát hành một loạt các clip ngắn có độ dài chưa đến 1 phút trích dẫn một số đoạn trong phim.
Ngày 8 tháng 10 năm 2008, hãng Pixar đã công bố một trang web với đầy đủ chức năng được thiết kế dành riêng cho Trường Đại học Quái Vật (xem tại đây). Website chứa các thông tin tuyển sinh, các học viện và lĩnh vực đào tạo, cuộc sống trong khuôn viên Đại học, thông tin về trường và cửa hàng nơi khách tham quan có thể mua các vật phẩm liên quan đến trường. Ngày 1 tháng 4 năm 2013, trang web được thiết kế lại giống như nó vừa
bị hack và tấn công bởi trường Fear Teeth, đối thủ của trường Đại học quái vật.
Các quảng cáo truyền hình đầu tiên cho bộ phim được phát sóng trong trận đấu Rose Bowl game 2013. Từ ngày 27 tháng 6 đến 11 tháng 7 năm 2013, Club Penguin - một trò chơi online của Disney đã tổ chức sự kiện "Quản lý trường Đại học Quái vật" nhằm thúc đẩy quảng bá bộ phim. Theo đó, người chơi có thể ăn mặc giống như những con quái vật yêu thích của mình và tham gia vào các trò chơi "Hù dọa".

## Phát hành

### Rạp phim

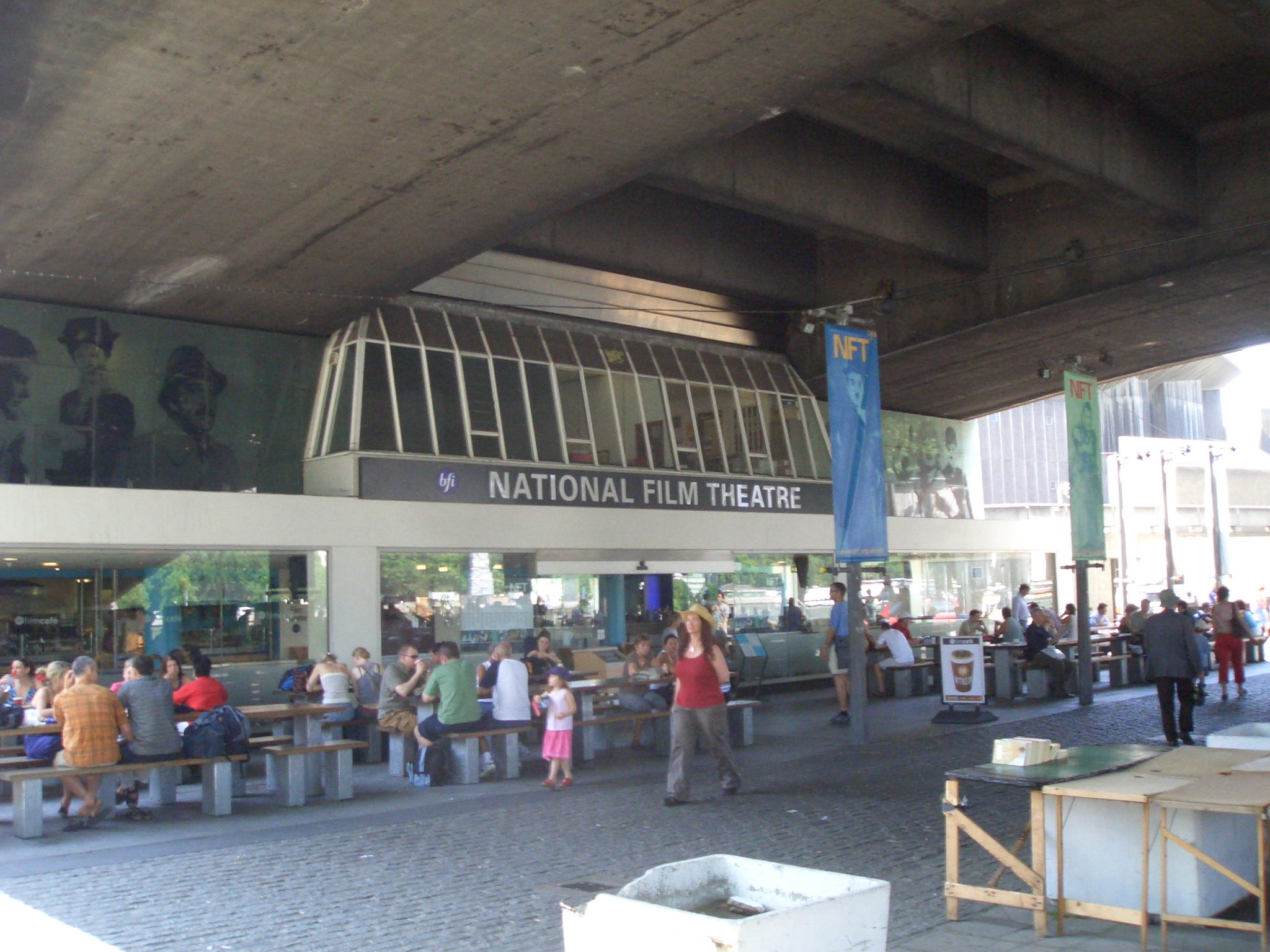
Rạp BFI Southbank hay từng được biết đến như Nhà hát kịch quốc gia London là nơi tổ chức buổi lễ ra mắt cho Monsters University

Buổi lễ ra mắt chính thức toàn thế giới của Monsters University được diễn ra tại rạp BFI Southbank, London vào ngày 5 tháng 6 năm 2013 cùng với sự góp mặt của đạo diễn Dan Scanlon, nhà sản xuất Kori Rae và các diễn viên tham gia lồng tiếng. Tại Hoa Kỳ, buổi công chiếu đầu tiên của phim được tổ chức vào ngày 8 tháng 6 năm 2013 trong Liên hoan phim quốc tế Seattle, và sau đó phim được phát hành rộng rãi từ ngày 21 tháng 6 đi kèm với một phim ngắn chiếu rạp có tên The Blue Umbrella. Tại Châu Á, Monsters University được chọn là phim mở màn của Liên hoan phim quốc tế Thượng Hải năm 2013.

### Gia đình
Monsters University được phát hành bởi dưới dạ̣ng đĩa Blu-ray, 3D Blu-ray, DVD, bản Copy kĩ thuật số và theo yêu cầu bởi Walt Disney Studios Home Entertainment vào ngày 29 tháng 10 năm 2013, đi kèm với phim ngắn The Blue Umbrella.

## Đánh giá chuyên môn
Trang web đánh giá tổng hợp Rotten Tomatoes đưa ra con số 80% ý kiến tán thành cho phim với điểm số 6,82/10 dựa trên 200 bài phê bình. Website đồng thuận viết: "[Bộ phim] chưa thể đo được đỉnh cao trong những nỗ lực tuyệt vời nhất của Pixar, tuy vậy Monsters University vẫn vui nhộn và chu đáo khi mang tính giải trí gia đình cho bất kì lứa tuổi nào." Một trang web đánh giá khác, Metacritic thống kê và chấm 65 điểm dựa trên 41 ý kiến. Trong khi đó, các khán giả của được hỏi của Cinemascore đã nhất trí tặng cho phim điểm A.
Theo Disney thống kê, lượng khán giả là nữ chiếm 56% và 60% trong số đó ở độ tuổi dưới 25. Các gia đình tạo ra 73% giá trị thương mại, trong khi thanh thiếu niên chiếm chắc 15%. Bộ phim phù hợp với mọi lứa tuổi.

### Tích cực
Monsters University nhận về rất nhiều lời nhận xét tích cực của giới phê bình.
- Matt Zoller Seitz của tờ Chicago Sun-Times tặng cho phim 4/4 ngôi sao, viết rằng phim: "đúng với tinh thần và giai điệu của [Monsters, Inc.]...Monsters University thuộc dòng phim dễ bị đánh giá thấp. Nó không có chiều sâu cũng như cố gắng đạt được điều đó... Nhưng mục tiêu của nó lại rất nhiều và đa dạng, và nó đã đạt được từng thứ một bằng sự uyển chuyển..."[49]
- Trevor Johnston của báo Time Out tặng cho phim 4/5 ngôi sao, viết rằng: "Monsters University đầy sáng tạo và có tính giải trí cao. Đó là sự cộng hưởng đáng ngạc nhiên so với câu chuyện ban đầu về Mike (quái vật một mắt) và Sulley (quái vật đầy lông lá)..."[50]
- Steven Rea của tờ The Philadelphia Inquirer tặng cho phim 3/4 ngôi sao, nói rằng: "Nó thật dễ thương, thật vui nhộn, dù không chứa nhiều cảm hứng, và tràn ngập sắc màu..."[51]
- Jake Coyle của báo The Associated Press tặng cho phim 3/4 ngôi sao, nói rằng: "Có thể không xuất sắc như những bộ phim trước đây [của Pixar], nhưng nhìn chung nó khá ổn và tạm chấp nhận được..."[52]
- Peter Travers của tạp chí Rolling Stone tặng cho phim 3/4 ngôi sao, viết rằng: "Nó dễ dàng mang lại niềm vui, dù thiếu đi nhiều yếu tố ban đầu. Trong nghệ thuật gây cười, Crystal và Goodman luôn giành được điểm A."[53]
- Claudia Puig của tờ báo USA Today tăng cho phim 3/4 ngôi sao và nói: "Có thể không sáng tạo bằng Monsters, Inc., nhưng nó vẫn là một điểm cộng đầy hài hước và dễ thương cho đội hình của Pixar.[54]
- Michael O'Sullivan của báo The Washington Post tặng cho phim 3/4 ngôi sao và viết: "Có thể nói nỗi sợ của trẻ con đã tiếp thêm năng lượng cho thế giới hoạt hình, nhưng với Monsters University, năng lượng của sự khởi đầu mới là cái giúp bộ phim tỏa sáng..."[55]
- Chris Nashawaty của tạp chí Entertainment Weekly tặng cho phim điểm A-, nhận xét: "Đó chính xác là cú bật cần thiết của Pixar sau Cars 2, 2011 vốn để lại những nghi ngờ về việc hãng này đã đánh mất đi điều kì diệu trong mỗi một bộ phim. Một câu chuyện đầy cuốn hút khi mà Mike và Sulley gác những lo lắng của họ qua một bên."[56]
- Richard Corliss của tạp chí Time dành cho phim những lời nhận xét tích cực: "Một bộ phim nhỏ với sức quyến rũ lớn xứng đáng để trẻ em kéo cha mẹ đến rạp và tận mắt thấy nhiều hơn về những con quái vật trong tủ quần áo. Với Pixar, sự quen thuộc là cái xây dựng nên nội dung."[57]

### Chỉ trích
Monsters Unversity không tránh khỏi những lời chỉ trích và đánh giá thấp của giới phê bình.
- Ty Burr của tờ nhật báo The Boston Globe tặng cho phim 2,5/4 ngôi sao, nói: "Đây không phải là một bộ phim tồi, và vì nó được làm dành cho trẻ em nên nó sẽ là một tác phẩm hữu ích. Song nó lại gần mức trung bình hơn mọi người mong muốn từ một công ty đã mang đến cho chúng ta những tác phẩm kinh điển như Up, WALL-E, The Incredibles, và Toy Story series."[58]
- Rene Rodriguez của nhật báo Miami Herald tặng cho phim 2/4 ngôi sao và viết rằng phim: "Không hăng hái và thật lười biếng, giống như họ chẳng hề cố gắng gì cả. Ít nhất hãy thể hiện chút ít sự nỗ lực đi chứ, các anh."[59]
- Leonard Maltin của nhật báo IndieWire khen ngợi sự linh hoạt và nghệ thuật của phim, song lại muốn nó: "vui nhộn hơn và không đặt nặng cốt truyện". Ông viết: "Pixar đã dựng lên một rào chắn quá cao cho những tác phẩm hoạt hình của họ tới mức khi họ cho ra mắt một bộ phim chỉ dừng lại ở mức tốt, thay vì xuất sắc, họ chỉ cần tự đổ lỗi cho bản thân vì khiến các nhà phê bình chỉ trích cùng những lời khen mờ nhạt..."[60]
- Manohla Dargis của The New York Times tặng cho phim 2,5/5 ngôi sao, nhận xét: "Tính nguyên bản, sự sôi nổi, những xúc cảm tinh vi cũng như sự sắc sảo và tương đồng với thế giới loài người của Monsters, Inc. đều biến mất."[61]
- Richard Roeper tặng cho phim 2,5/5 ngôi sao, viết rằng: "Nó quá an toàn và dễ đoán, một sự cố gắng gần như mỉa mai đến từ một xưởng phim hoạt hình mà hiếm khi nào họ lại tìm cách thoái thác những vụ đánh cược của mình..."[62]
- Michael Phillips của báo The Chicago Tribune tặng cho phim 2/4 ngôi sao và viết: "Monsters University, một bộ phim tiền truyện vô duyên đến khác thường của bản hit Pixar Monsters, Inc. 2001, không tốt hơn mà cũng không tệ hơn những bộ phim có độ dài trung bình được sản xuất nhanh chóng, cẩu thả bởi những xưởng hoạt hình khác."[63]
- Todd McCarthy của tờ The Hollywood Reporter đưa ra những lời nhận xét tiêu cực hơn: "không hề có sự bất ngờ, tiếp diễn theo chiều hướng không mong muốn, không gây sốc theo kiểu những câu chuyện hoàn hảo nhất của Pixar trước đây, và cũng không thể chạm đến niềm tự hào của hãng phim này vốn được thể hiện qua trí tưởng tượng tuyệt đối của tính kiêu ngạo và lối kể chuyện độc đáo."[64]

## Doanh thu phòng vé
Monsters University thu về tổng cộng 743.559.607 USD toàn cầu, trong đó, thị trường Bắc Mỹ đạt 268.492.764 USD (36,1%), thị trường nước ngoài đạt 475.066.843 USD (63,9%), đưa tác phẩm này trở thành phim có doanh thu cao thứ 60 của điện ảnh thế giới, cao thứ 7 năm 2013, cao thứ ba của Pixar và hiện tại là bộ phim hoạt hình có doanh thu cao thứ mười hai mọi thời đại. Phim thu về 136.9 triệu USD toàn cầu vào tuần đầu mở màn.
Disney lên tiếng phủ nhận rằng họ đã hỗ trợ kinh phí sản xuất cho phim, trong khi Entertainment Weekly dự đoán rằng số tiền vốn mà hãng Pixar phải bỏ ra chắc chắn nhiều hơn Brave (2012) (185 triệu USD), chủ yếu dựa trên chi phí cao mà hãng này phải trả cho sự trở lại của John Goodman và Billy Crystal trong những vai diễn tương ứng của họ. Shockya và EOnline ước tính con số trên vào khoảng 200 triệu USD - ngang tầm với những bộ phim trước của Pixar.

### Thị trường Bắc Mỹ
Trong tuần đầu tiên ra rạp, hãng Disney đã đặt ra chỉ tiêu không dưới 70 triệu USD tiền vé. Sau ngày đầu công chiếu tại Hoa Kỳ, thứ 6 ngày 21 tháng 6 năm 2013, phim đã đạt được 30,6 triệu USD (bao gồm 2,6 triệu USD từ buổi diễn 20:00 thứ 5 hôm trước), thiết lập kỉ lục doanh thu ngày mở màn cao nhất của một bộ phim hoạt hình. Kết thúc tuần đầu, phim cán đích ở vị trí thứ nhất khi đã thu về tổng cộng 82,43 triệu USD tiền vé, trở thành tác phẩm lớn thứ hai của Pixar, thứ 2 trong số những phim được dán nhãn G, thứ 4 trong số những phim tiền truyện, thứ 5 trong số các bộ phim hoạt hình và thứ 5 trong số các phim được phát hành vào tháng 6. Monsters University duy trì vị trí dẫn đầu trong vòng hai tuần, doanh thu sụt giảm 45%, đạt 45,6 triệu USD. Đến tuần thứ 3, do phải cạnh tranh dai dẳng với Despicable Me 2, doanh thu đã giảm mạnh 75% xuống còn 19,7 triệu USD. Tính đến tháng 12 năm 2013, phim có doanh thu cao thứ 10 trong số các bộ phim hoạt hình.

### Thị trường ngoài Bắc Mỹ
Trong tuần đầu ra rạp, Monsters University đã thu về 54,5 triệu USD. Nó thiết lập kỉ lục cho Disney khi trở thành phim có doanh thu tuần đầu cao nhất ở khu vực Mỹ Latinh với tổng số tiền là 31,7 triệu USD.. Tại Australia, nơi Monsters University được phát hành đồng thời với Despicable Me 2, tổng số tiền bán vé đạt 3,56 triệu USD, đứng vị trí thứ 3. Tại Hong Kong, phim thu về 5,03 triệu HKD trong ngày đầu ra mắt và 25,79 HKD khi kết thúc tuần đầu, thiết lập kỉ lục mới sau khi đã đánh bại Toy Story 3. Tại Vương quốc Liên hiệp Anh và Bắc Ireland, phim dẫn đầu doanh thu với tổng số 3,46 triệu bảng Anh. Trung Quốc là nơi thu về lợi nhuận cao nhất cho nhà sản xuất trong tuần đầu ra rạp với số tiền lên tới gần 13 triệu USD.
Về tổng doanh thu, Nhật Bản đứng vị trí số 1 khu vực ngoài Bắc Mỹ với số tiền khoảng 90,1 triệu USD, tiếp đó là UK, Ireland và Malta (47,2 triệu USD), Mexico (27,2 triệu USD), Trung Quốc (33,7 triệu USD)...

## Giải thưởng
| GIẢI THƯỞNG                                                              | GIẢI THƯỞNG               | GIẢI THƯỞNG                                                     | GIẢI THƯỞNG                                                                            | GIẢI THƯỞNG |
| Giải thưởng                                                              | Ngày diễn ra lễ trao giải | Hạng mục                                                        | Người nhận đề cử                                                                       | Kết quả     |
| ------------------------------------------------------------------------ | ------------------------- | --------------------------------------------------------------- | -------------------------------------------------------------------------------------- | ----------- |
| Biên tập điện ảnh Hoa Kỳ                                                 | Ngày 7 tháng 2 năm 2014   | Phim hoạt hình được biên tập tốt nhất                           | Greg Snyder                                                                            | Đề cử       |
| Giải thưởng Annie                                                        | Ngày 1 tháng 2 năm 2014   | Phim hoạt hình hay nhất                                         |                                                                                        | Đề cử       |
| Giải thưởng Annie                                                        | Ngày 1 tháng 2 năm 2014   | Các hiệu ứng hoạt họa trong một tác phẩm hoạt hình              |                                                                                        | Đề cử       |
| Giải thưởng Annie                                                        | Ngày 1 tháng 2 năm 2014   | Nhân vật trong một tác phẩm hoạt hình                           | John Chun Chiu Lee                                                                     | Đề cử       |
| Giải thưởng Annie                                                        | Ngày 1 tháng 2 năm 2014   | Thiết kế nhân vật trong một tác phẩm hoạt hình                  | Chris Sasaki                                                                           | Đề cử       |
| Giải thưởng Annie                                                        | Ngày 1 tháng 2 năm 2014   | Âm nhạc trong một tác phẩm hoạt hình                            | Randy Newman                                                                           | Đề cử       |
| Giải thưởng Annie                                                        | Ngày 1 tháng 2 năm 2014   | Thiết kế sản xuất trong một tác phẩm hoạt hình                  | Ricky Nierva, Robert Kondo, Daisuke "Dice" Tsutsumi                                    | Đề cử       |
| Giải thưởng Annie                                                        | Ngày 1 tháng 2 năm 2014   | Diễn xuất lồng tiếng trong một tác phẩm hoạt hình               | Billy Crystal (Mike Wazowski)                                                          | Đề cử       |
| Giải thưởng Annie                                                        | Ngày 1 tháng 2 năm 2014   | Xây dựng kịch bản trong một tác phẩm hoạt hình                  | Daniel Gerson, Robert L. Baird, Dan Scanlon                                            | Đề cử       |
| Giải thưởng Annie                                                        | Ngày 1 tháng 2 năm 2014   | Kịch bản trong một tác phẩm hoạt hình                           | Dean Kelly                                                                             | Đoạt giải   |
| Giải thưởng Annie                                                        | Ngày 1 tháng 2 năm 2014   | Biên tập trong một tác phẩm hoạt hình                           | Greg Snyder, Gregory Amundson, Steve Bloom                                             | Đoạt giải   |
| Giải thưởng của Viện Hàn lâm Nghệ thuật Điện ảnh và Truyền hình Anh quốc | Ngày 16 tháng 2 năm 2014  | Phim hoạt hình hay nhất                                         | Dan Scanlon                                                                            | Đề cử       |
| Hiệp hội âm thanh điện ảnh                                               | Ngày 22 tháng 2 năm 2014  | Thành tựu nổ́i bật trong phối trộn âm thanh cho phim – Hoạt hình | Doc Kane, Michael Semanick, Gary Summers, David Boucher, Corey Tyler                   | Đề cử       |
| Giải thưởng chọn lựa của các nhà phê bình phim                           | Ngày 16 tháng 1 năm 2014  | Phim hoạt hình hay nhất                                         |                                                                                        | Đề cử       |
| Hiệp hội các nhà phê bình phim Denver                                    | Ngày 13 tháng 1 năm 2014  | Phim hoạt hình hay nhất                                         |                                                                                        | Đề cử       |
| Giải thưởng phim Hollywood                                               | Ngày 21 tháng 10 năm 2013 | Giải phim hoạt hình Hollywood                                   |                                                                                        | Đoạt giải   |
| Hiệp hội những người đam mê điện ảnh quốc tế                             | Ngày 23 tháng 2 năm 2014  | Phim hoạt hình hay nhất                                         |                                                                                        | Đề cử       |
| Giải thưởng Nickelodeon Kids' Choice Awards                              | Ngày 29 tháng 3 năm 2014  | Phim hoạt hình được yêu thích                                   |                                                                                        | Đề cử       |
| Giải thưởng Nickelodeon Kids' Choice Awards                              | Ngày 29 tháng 3 năm 2014  | Giọng nói yêu thích từ một bộ phim hoạt hình                    | Billy Crystal                                                                          | Đề cử       |
| Giải thưởng của Hiệp hội các nhà sản xuất phim Mỹ                        | Ngày 19 tháng 1 năm 2014  | Nhà sản xuất xuất sắc của hoạt hình sân khấu điện ảnh           | Kori Rae                                                                               | Đề cử       |
| Giới phê bình phim San Francisco                                         | 15 tháng 12 năm 2013      | Phim hoạt hình hay nhất                                         |                                                                                        | Đề cử       |
| Giải thưởng Vệ tinh                                                      | 23 tháng 2 năm 2014       | Phim, hoạt hình hay đa phương tiện                              |                                                                                        | Đề cử       |
| Giải thưởng Sao Thổ                                                      | Tháng 6 năm 2014          | Phim hoạt hình hay nhất                                         |                                                                                        | Đề cử       |
| Giải thưởng của hiệp hội hiệu ứng hình ảnh                               | Ngày 12 tháng 2 năm 2014  | Hoạt họa xuất sắc trong một bộ phim hoạt hình                   | Kori Rae, Sanjay Bakshi, Jon Reisch, Scott Clark                                       | Đề cử       |
| Giải thưởng của hiệp hội hiệu ứng hình ảnh                               | Ngày 12 tháng 2 năm 2014  | Tạo dựng môi trường xuất sắc trong một bộ phim hoạt hình        | Robert Kondo, Eric Andraos, Dale Ruffolo, Peter Sumanaseni (Khuôn viên trường Đại học) | Đề cử       |
| Hiệp hội các nhà phê bình phim khu vực Washington D.C.                   | Ngày 9 tháng 12 năm 2013  | Phim hoạt hình hay nhất                                         |                                                                                        | Đề cử       |